# La Juive

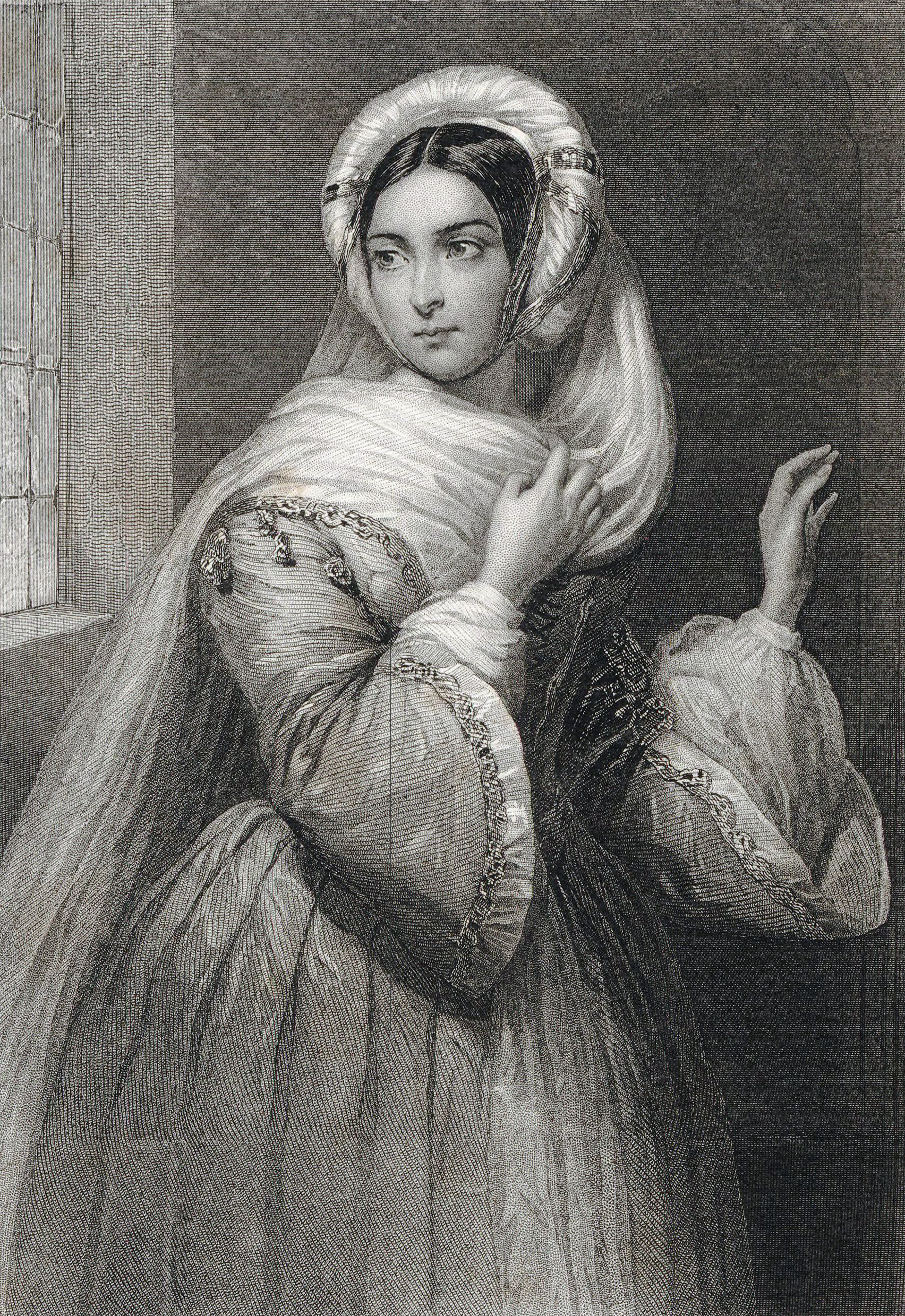
Cornélie Falcon als Rachel in La Juive, H. Robinson naar Charpentier.

La Juive (De Jodin) is een grand opera in vijf bedrijven door Fromental Halévy op een libretto van Eugène Scribe. De wereldpremière vond plaats op 23 februari 1835, in de  Opera van Parijs, toen nog de Académie royale de musique.

## Geschiedenis
La Juive was een van de grootste successen van de eerste helft van de negentiende eeuw. In de vijftig jaar die volgden op de eerste opvoering, werd het werk, alleen in Parijs,  meer dan 500 keer opgevoerd. De opera stond model voor het type werken die men later zou onderbrengen onder de noemer Grand Opera. Het werk werd hoog gewaardeerd door beroemde componisten zoals Franz Liszt, Gioacchino Rossini, Gustav Mahler en Richard Wagner. Het werk werd trouwens door de laatste twee regelmatig gedirigeerd en Wagners Rienzi is nog geschreven in de stijl van de Grand Opera.
Tijdens de bezetting van Europa door de Nazi’s tijdens de Tweede Wereldoorlog werd het werk van het programma afgevoerd evenals de werken van die andere Joodse componist Meyerbeer. In het laatste kwart van de twintigste eeuw werd het terug in het repertoire opgenomen, mede dankzij de initiatieven van de tenor Richard Tucker, het verschijnt hier en daar op de programma's van de operahuizen, ondanks zijn relatieve onbekendheid. Maar het duurt tot 2007 voor La Juive terug in Parijs wordt opgevoerd. De opvoering door de Weense Staatsopera in 1999 naar aanleiding van de 200ste verjaardag van Fromental Halévy is een stimulans geweest voor het hernemen van de opera door andere huizen, mede door de performance van de tenor Neil Shicoff als Eléazar. Het werk werd door Opera Vlaanderen op het programma gezet voor het seizoen 2014-2015. De Nederlandse Opera had het werk al in 2009 uitgevoerd in de versie getoond in Parijs in 2007, geregisseerd door Pierre Audi.

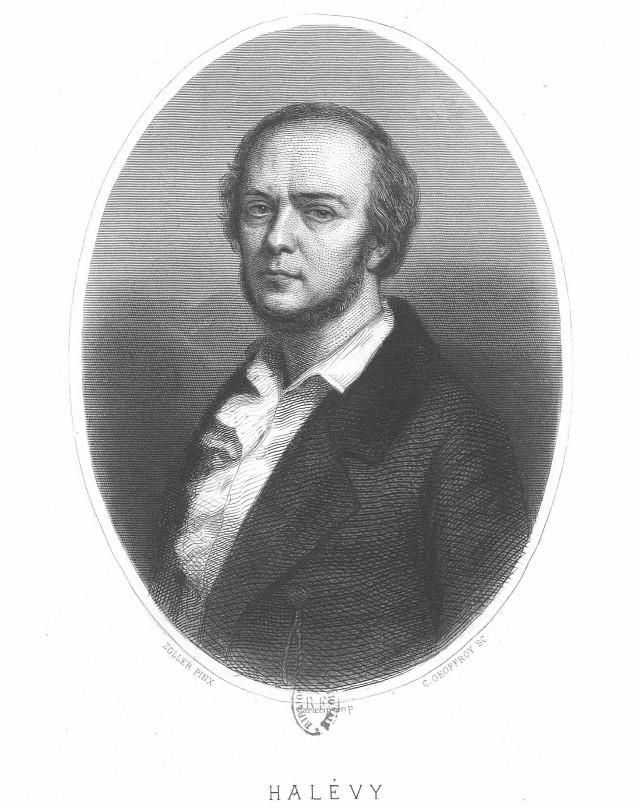
Jacques-Fromental Halévy door Charles Geoffroy.

## Situering
Het werk kwam tot stand ten tijde van de Julimonarchie.  Frankrijk werd toen geregeerd door Lodewijk Filips I die na de Julirevolutie aan de macht was gekomen na het aftreden van  Karel X. Die had het ancien régime en het vorstelijk absolutisme willen herstellen, daarbij steunend op de hoge adel en de hoge geestelijkheid. Lodewijk Filips I was, hoewel een afstammeling van Lodewijk XIII, eigenlijk een republikein die een militaire carrière had opgebouwd in het republikeinse leger. De liberale volksvertegenwoordigers, die aan de basis lagen van de Julirevolutie kozen hem als koning onder de voorwaarden van het charter van 1830. Hij wordt trouwens koning der Fransen en geen “koning van Frankrijk.
Een van de resultaten van dit nieuwe regime is de afschaffing van de censuur. Dit maakte het mogelijk werken op het toneel te brengen zoals Robert le diable met het godslasterende nonnenballet van Giacomo Meyerbeer, de koningsmoord in Gustave III van Daniel Auber en het verhaal van de corrupte katholieken en het antisemitisme dat we behandeld zien in La Juive.
De librettist had zijn werk eerst geplaatst in Goa met de inquisitie in de rol van de slechte katholieken, mar hij koos later voor het Concilie van Konstanz als achtergrond voor zijn verhaal over godsdiensthaat en vervolging, overgoten met een romantisch sausje. Deze keuze was niet toevallig, in de jaren 1830 werd deze kerkvergadering die gehouden was op initiatief van keizer Sigismund met als doel het Westers Schisma op te lossen en de Wyclifistische ketterij die werd aangehangen door de Boheemse theoloog Jan Hus te beëindigen. Voor de tijdgenoten van Scribe en Halévy was dit concilie, waarop de kerkhervormers Jan Hus en Hiëronymus van Praag tot de brandstapel werden veroordeeld, een symbool van de kerkelijke onverdraagzaamheid en van de godsdienstonderdrukking. De librettist verving de ketters door Joden: Eléazar, de vrekkige haatdragende goudsmid en zijn lieve, mooie dochter Rachel. Hij liet zich daarbij inspireren door de personages van Shylock en Jessica uit The Merchant of Venice van Shakespeare. In het originele libretto ontdekt Rachel dat ze eigenlijk de dochter is van kardinaal van Brogni en bekeert ze zich tot het christendom en wordt op die manier gered. Maar in de definitieve versie van de opera wordt de Joodse identiteit van Rachel sterker uitgetekend en sterft ze als Joodse martelares, trouw aan haar geloof.

## Inhoud

### Samenvatting
De opera vertelt het levensverhaal van het Joodse meisje Rachel. Als baby, dochter van de graaf van Brogni, wordt ze uit een brand aangestoken in het huis van Brogni in Rome, gered door de Jood Eléazar, die haar opvoedt als zijn eigen dochter. De zoons van Eléazar waren door de graaf van Brogni (nu de kardinaal) als ketters ter dood veroordeeld en hijzelf was voor Brogni op de vlucht naar Zwitserland. Als Brogni bij de ruïnes van zijn huis aankomt vindt hij de lijken van zijn familie en besluit om priester te worden, hij wordt al spoedig tot kardinaal benoemd.
Het verhaal van de opera begint in 1414 als Rachel een mooie jonge vrouw is geworden. Ze wordt verliefd op Samuel, zogezegd een Joodse kunstenaar maar eigenlijk een prins uit het gevolg van keizer Sigismund. In het verhaal was Prins Leopold de man die de veldtocht tegen de Hussieten leidde en die vernietigde. Hij is christelijk en bovendien getrouwd met prinses Eudoxie, een nicht van de keizer. De verhouding van Rachel en Leopold komt aan het licht en ze worden beiden, samen met Eléazar, ter dood veroordeeld. De vader probeert kardinaal de Brogni te overtuigen om hen te sparen, met zijn verhaal over de redding van diens kind uit de brand in Rome door een Jood die hij alleen kent. Maar beide mannen blijven op hun standpunt, Brogni eist de bekering van Rachel en Eléazar en die wil zich wreken op Brogni en daarbij zijn adoptiefdochter opofferen. Rachel kiest voor de dood en als ultieme wraak maakt Eléazar aan Brogni, als het te laat is, haar identiteit bekend.

### Rolverdeling
(met de bezetting van de eerste opvoering)
Hoofdrollen
- Rachel (dramatische sopraan):  Cornélie Falcon
- De Jood Eléazar (tenor): Adolphe Nourrit
- Prins Leopold (tenor): Marcelin Lafont
- Prinses Eudoxie, nicht van de keizer (soubrette): Julie Dorus-Gras
- Gian Francesco, kardinaal van Brogni, voorzitter van het concilie (bas): Nicolas Prosper Levasseur

Bijrollen
- Ruggiero, provoost van de stad (bariton): Henri-Bernard Dabadie
- Albert, een sergeant (bas): Alexandre Prévost
- Een heraut (bariton): Prosper Dérivis
- Een officier van de keizer (bariton): Alexandre Prévost
- Eerste man uit het volk (bas): Ferdinand Prévot
- Tweede man uit het volk (bas): Jean-Étienne-Auguste Massol
- Derde man uit het volk (bas): Alexis Dupont
- Lid van de Congregatie voor de Geloofsleer (bas): Charles-Louis Pouilley
- Majordomus (bariton): François-Alphonse Hens

### Synopsis
Eerste bedrijf
De goudsmid Eléazar wordt door de menigte vervloekt omdat hij doorwerkt op een kerkelijke feestdag. Hij wordt gered van een lynchpartij door de aankomst van kardinaal Brogni, die in hem een oude tegenstander herkent.
Léopold arriveert vermomd als de jonge joodse artiest Samuel. Rachel, Eléazars dochter, is verliefd op Samuel, maar weet niets van zijn werkelijke identiteit. De lokale wet kent vooroordelen tegen joden: wanneer een jood en een christen een seksuele relatie onderhouden, wordt de christen geëxcommuniceerd en de jood gedood. Léopold neemt dus een groot risico met deze affaire, vooral omdat hij ook nog eens getrouwd is met prinses Eudoxie. De menigte wil Eléazar opnieuw aanvallen, maar "Samuel" geeft zijn troepen in het geheim instructies de zaak te kalmeren.
Tweede bedrijf
Rachel heeft Léopold uitgenodigd de Pesach bij hen te vieren. Rachel wordt angstig wanneer het haar opvalt dat Léopold het stuk ongedesemde brood dat ze hem gegeven heeft weigert te eten. Hij onthult haar dat hij een christen is, maar hij geeft zijn ware identiteit niet prijs. Rachel is ontzet en herinnert hem aan de gruwelijke consequenties van een dergelijke relatie.
Dan komt Eudoxie binnen, waarop Léopold zich verbergt. Ze wil bij Eléazar een kostbaar juweel bestellen als geschenk voor haar echtgenoot. Nadat ze weg is belooft Léopold Rachel met hem mee te nemen. Ze probeert dat te weerstaan vanwege de zorgen om haar vader, maar als ze op het punt staat op zijn avances in te gaan, worden ze geconfronteerd met Eléazar, die Léopold vervloekt voordat hij ervandoor gaat.
Derde bedrijf
Rachel, die "Samuel" naar het paleis gevolgd heeft, biedt haar diensten als kamermeisje bij Eudoxie aan. Dan arriveert Eléazar die het juweel komt afleveren. Hij en Rachel herkennen beiden Samuel in Léopold, en Rachel verklaart dat Léopold haar verleid heeft. Zij, Eléazar en Léopold worden op instructies van Brogni gearresteerd en naar de gevangenis gebracht.
Vierde bedrijf
Eudoxie bezoekt Rachel in de gevangenis, en haalt haar over haar beschuldigingen in te trekken. Brogni gaat ermee akkoord Léopolds veroordeling te verzachten, en Rachel en Eléazar te sparen als zij zich bekeren. Eléazar antwoordt eerst dat hij liever zou sterven, maar maakt vervolgens een plan zichzelf te wreken. Hij herinnert de kardinaal aan de brand in zijn huis bij Rome, jaren geleden, en hij zegt dat zijn dochtertje destijds niet bij de brand is omgekomen. Hij zegt dat ze werd gered door een jood, en dat hij alleen weet waar ze is. Als hij sterft, zal het geheim met hem sterven. Brogni smeekt hem tevergeefs te vertellen waar zijn dochter is. Eléazar heeft het over de wraak die hij zal hebben als hij sterft, maar dan herinnert hij zich plotseling dat hij ook verantwoordelijk zal zijn voor de dood van Rachel. De enige manier om haar te redden is toe te geven dat de kardinaal haar vader is, en dat ze geen jood, maar een christen is.
Vijfde bedrijf
Eléazar en Rachel zijn naar het galgenveld gebracht, waar ze in een ketel kokend water gegooid zullen worden. Rachel is doodsbang, en Eléazar legt uit dat ze gered kan worden als ze zich tot het christendom bekeert. Ze weigert en beklimt het schavot voor hem en wordt in de ketel gegooid. Brogni vraagt Eléazar of zijn dochter nog leeft. Eléazar antwoordt bevestigend, en wanneer de kardinaal vraagt waar ze is wijst hij op de ketel zeggende: "Daar is ze!". Dan klimt hij zelf in de ketel, en de kardinaal valt op zijn knieën.

## Moderne opvoeringen
- Weense Staatsopera, Wenen, 1999
- Metropolitan Opera, New York, 2003
- Teatro La Fenice, Venetië, 2005
- Opéra de Paris, Parijs, 2007
- Zurich opera house, Zurich, 2007
- Staatstheater Stuttgart, Stuttgart, 2008
- De Nederlandse Opera, Amsterdam, 2009
- De opera van Tel Aviv, Tel Aviv, 2010
- Opera Vlaanderen, Gent-Antwerpen, 2015
- Göteborg Opera, Göteborg, 2014

## Opnames
- 1951 - Erna Schlüter (Rachel), Joachim Sattler (Éléazar), Maria-Meta Kopp (Eudoxie), Franz Fehringer (Léopold), Otto von Rohr (Cardinal de Brogni), koor en orkest van de Hessische Radio Omroep onder de leiding van Kurt Schröder, de enige bijna volledige opname (in 2015 alleszins), gezongen in het Duits, Walhall Eternety Series  WLCD0029
- 1973 - Richard Tucker (Eléazar), Yasuko Hayashi (Rachel), David Gwynne (kardinaal de Brogni), Michèle Le Bris (Eudoxie), Juan Sabate (Léopold), Ambrosian Singers en New Philharmonia Orchestra onder de leiding van Anton Guadagno. Myto Records, 2002, catalogus 3222, 2 cd’s, sterk ingekorte versie
- 1981 - José Carreras (Eléazar), Ilona Tokody (Rachel), Sona Ghazarian (Euxodie), Chris Merritt (Léopold), Cesare Siepi (Brogni) – concertante uitvoering met de Wiener Symphoniker onder de leiding van Gerd Albrecht, Wenen 1981, uittreksels, Legato LCD 224-2
- 1989 - José Carreras (Eléazar), Júlia Várady (Rachel), June Anderson (Eudoxie), Dalmacio Gonzalez (Léopold), Ferruccio Furlanetto (Brogni) - Ambrosian Opera Chorus, Philharmonia Orchestra onder leiding van Antonio de Almeida - Philips CD 420 190-2., sterk ingekorte versie
- 2003 - Neil Shicoff (Eléazar), Krassimira Stoyanova (Rachel), Simina Ivan (Euxodie), Jianyi Zhang (Léopold), Walter Fink (Cardinal Brogni) – Koor en orkest van de Wiener Staatsoper onder leiding van Vjekoslav Šutej – Deutsche Grammophon DVD 00440 073 4001

De bekendste aria uit de opera gezongen door Eléazar op het einde van het vierde bedrijf, Rachel! quand du Seigneur la grâce tutélaire, waarin hij zijn twijfel bezingt over hoe hij moet handelen met zijn dochter, redden of opofferen, werd door een grote schare van bekende tenoren opgenomen. Er zijn opnames bewaard van onder meer Enrico Caruso, Giovanni Martinelli, Beniamino Gigli, Léon Escalais, Georges Thill en Léopold Simoneau.